# La Boîte à Matelots
La Boîte à Matelots à Paris est un cabaret parisien fondé en avril 1932 au 10 rue Fontaine 9e arrondissement de Paris, par Léon Volterra à la suite du succès de la même boîte de jazz au Palm Beach de Cannes et portant le même nom.

## Iconographie
- par le photographe Émile Savitry